# Кариле, Фабио
Фабио Луис Кариле ди Араужо (порт.-браз. Fábio Luiz Carille de Araújo; род. 26 сентября 1973, Сан-Паулу) — бразильский футболист, выступавший в 1990—2000-е годы на позиции защитника. Ныне — тренер.

## Биография

### Игровая карьера
В бытность футболистом Фабио Кариле был известен по своим двум именам — Фабио Луис. Он является воспитанником клуба «Сертанзинью», где и начал профессиональную карьеру в 1992 году. В молодёжном возрасте также занимался мини-футболом. Выступал на позиции защитника, мог играть как в центре обороны, так и на левом фланге в качестве латераля. С 1993 по 1996 год был игроком «XV ноября» (Жау). За этот период дважды отдавался в аренду — в «Португезу» и «Коринтианс». В последней команде был с августа по декабрь 1995 года, однако за основной состав так и не сыграл.
С 1996 по 2000 год был связан контрактом с «Ирати», но за этот период в основном на правах аренды играл за другие клубы — «Коритибу», «Парану», «Санта-Круз», «XV ноября» (Пирасикаба), «Санту-Андре» и КРБ. Вместе с «Коритибой» в 1996 году выиграл чемпионат штата Парана.
С 2000 по 2004 год принадлежал «Жувентусу» из Сан-Паулу. Трижды отдавался в аренду — в «Ботафого» из Рибейран-Прету, «Парану» и китайский ФК «Гуанчжоу» (в настоящий момент — «Гуанчжоу Эвергранд Таобао»).
В последние годы игровой карьеры выступал в низших дивизионах Бразилии. Последней командой Фабио Луиса стал «Гремио Баруэри», которому в 2006 году защитник помог занять 4-е место в Серии C и добыть путёвку в Серию B, где команда и выступила в 2007 году.

### Тренерская карьера
Начал работать тренером в «Гремио Баруэри» в 2007 году. Вначале тренировал молодёжные команды, затем вошёл в тренерский штаб основного состава. С 2009 по 2016 год работал в качестве помощника главного тренера «Коринтианса», причём при разных тренерах. В 2010 году исполнял обязанности главного тренера «Коринтианса» в двух матчах — после ухода Менезеса в сборную Бразилии. В следующий раз подобная возможность у Кариле появилась в 2016 году. Как и в 2010 году, вначале Кариле временно заменил Тите, который возглавил национальную сборную. Затем он работал с основой после увольнения Кристована Боржеса. По окончании сезона руководство «тиман» решило не продлевать контракт с Освалдо де Оливейрой и назначило Фабио Кариле главным тренером на постоянной основе.
Фабио Кариле оправдал доверие руководства — возглавляемый им «Коринтианс» в 2017 году оформил «дубль», выиграв Лигу Паулисту, а в конце года — чемпионат Бразилии. По итогам года Кариле был признан лучшим тренером Бразилии сразу по двум основным версиям — журнала Placar и совместной премии Globo и Бразильской конфедерации футбола.
7 декабря 2018 года вернулся на пост главного тренера «Коринтианса». Контракт подписан до 31 декабря 2020 года.
17 февраля 2019 года сравнялся с Освалдо де Оливейрой по количеству матчей в качестве главного тренера «Коринтианса», войдя тем самым в первую десятку по этому показателю за всю историю клуба. В этот день «тиман» обыграл в Мажестозу со счётом 2:1 «Сан-Паулу». 20 февраля 2019 года Кариле единолично занял 10-е место в историческом списке тренеров «Коринтианса», в 125-й раз выведя команду на поле (была одержана победа над «Авенидой» 4:2).
8 сентября 2021 года назначен главным тренером «Сантоса». Контракт подписан до конца 2022 года. 18 февраля 2022 года, через день после матча 7-го тура чемпионата штата Сан-Паулу 2022 «Мирасол» — «Сантос» (3:2), покинул свой пост по обоюдному согласию.
13 апреля 2022 года назначен главным тренером «Атлетико Паранаэнсе». 3 мая 2022 года уволен по окончании выездного матча 4-го тура группы B кубка Либертадорес 2022 против боливийского «Стронгест» (0:5). Таким образом, Кариле возглавлял Furacão всего 21 день.
19 декабря 2024 года назначен главным тренером «Васко да Гама» на сезон 2025.

## Достижения
Командные
В качестве игрока
- Чемпион штата Парана (1): 1996
- Чемпион Кубка Бразилии (1): 1995 (не играл)

В качестве помощника тренера
- Чемпион штата Сан-Паулу (2): 2009, 2013
- Чемпион Бразилии (2): 2011, 2015
- Чемпион Кубка Бразилии (1): 2009
- Обладатель Кубка Либертадорес (1): 2012
- Обладатель Рекопы (1): 2013
- Победитель Клубного чемпионата мира (1): 2012

В качестве главного тренера
- Чемпион штата Сан-Паулу (2): 2017, 2018
- Чемпион Бразилии (1): 2017
- Победитель Серии B (1): 2024

Личные
- Лучший тренер чемпионата Бразилии (Placar — Премия Теле Сантаны): 2017
- Лучший тренер чемпионата Бразилии (Globo/КБФ): 2017